# Bansi
Bansi é uma cidade e um município no distrito de Siddharthnagar, no estado indiano de Uttar Pradesh.

## Geografia
Bansi está localizada a 24° 52′ N, 78° 29′ L. Tem uma altitude média de 370 metros (1213 pés).

## Demografia
Segundo o censo de 2001, Bansi tinha uma população de 35,628 habitantes. Os indivíduos do sexo masculino constituem 52% da população e os do sexo feminino 48%. Bansi tem uma taxa de literacia de 54%, inferior à média nacional de 59.5%; com 61% para o sexo masculino e 39% para o sexo feminino. 18% da população está abaixo dos 6 anos de idade.